# Rob Sirianni
Robert Joseph „Rob“ Sirianni (* 31. Oktober 1983 in Edmonton, Alberta) ist ein ehemaliger italo-kanadischer Eishockeyspieler, der im Verlauf seiner aktiven Karriere zwischen 2003 und 2014 unter anderem über 220 Spiele für den  HC Pustertal und HC Valpellice in der italienischen Serie A1 bzw. Elite.A auf der Position des rechten Flügelstürmers bestritten hat. Darüber hinaus absolvierte Sirianni weitere 60 Partien in der American Hockey League (AHL).

## Karriere
Rob Sirianni begann seine Karriere als Eishockeyspieler im Jahr 2000 bei den Bonnyville Pontiacs aus der Alberta Junior Hockey League (AJHL), wo er für drei Jahre spielte. Von 2003 bis 2007 besuchte der Stürmer die Bemidji State University, die eine Mannschaft im Spielbetrieb der National Collegiate Athletic Association (NCAA) stellte. Mit den Beavers gewann er in den Jahren 2005 und 2006 jeweils die Meisterschaft der College Hockey America.
Nach dem Abschluss an der Universität kam Sirianni im Frühjahr 2007 zu einem Einsatz bei den Syracuse Crunch aus der American Hockey League (AHL) sowie sechs Playoff-Spielen bei deren Farmteam, den Youngstown SteelHounds, in der Central Hockey League (CHL). Zur Saison 2007/08 schaffte er den Sprung in die ECHL, wo er einen Vertrag bei den Utah Grizzlies unterzeichnete. In der darauffolgenden Saison wechselte er zum Ligakonkurrenten Wheeling Nailers und kam auf Leihbasis zu einigen Einsätzen bei deren AHL-Kooperationspartner Binghamton Senators. Mitte der Saison 2008/09 wechselte er zu den Philadelphia Phantoms aus der AHL, wo er zu 49 Einsätzen kam und 25 Scorerpunkte, darunter zwölf Tore, erzielte.
Im Sommer 2009 wechselte der Kanadier zum HC Pustertal in die italienische Serie A1. In der folgenden Spielzeit gelangen ihm 81 Scorerpunkte und wurde damit Topscorer der Liga. Im Sommer 2010 wurde sein Vertrag um ein Jahr verlängert und Sirianni wurde mit den Pustertalern nach einer Finalniederlage gegen Asiago Hockey italienischer Vizemeister. Im Juli 2011 wechselte er zusammen mit seinem Sturmpartner Taggart Desmet zum Ligakonkurrenten HC Valpellice. Mit dem Team aus dem Piemont erreicht er 2013 das Playoff-Finale, das jedoch erneut gegen Asiago Hockey verloren ging. Anschließend wechselte der Offensivspieler im Sommer 2013 zu den Sheffield Steelers in die britische Elite Ice Hockey League (EIHL). Gegen Ende des Spieljahres kehrte er in seine italienische Wahlheimat zurück und beendete die Saison beim HC Pustertal. Im Sommer 2014 beendete der 30-Jährige seine aktive Karriere.

### International
Für Italien nahm Sirianni an der Weltmeisterschaft 2012 teil, konnte jedoch den Abstieg aus der Top-Division nicht vermeiden. Im Folgejahr gelang ihm mit seiner Mannschaft jedoch die sofortige Rückkehr in das Oberhaus. Zudem stand er im Februar 2013 für Italien bei der Qualifikation für die Olympischen Winterspiele 2014 im russischen Sotschi auf dem Eis.

## Erfolge und Auszeichnungen
| - 2002 AJHL North All-Rookie Team - 2005 CHA All-Academic Team - 2005 CHA-Meisterschaft mit der Bemidji State University - 2006 CHA-Meisterschaft mit der Bemidji State University - 2010 Topscorer der Serie-A1-Hauptrunde - 2010 Bester Torschütze der Serie-A1-Hauptrunde | - 2010 Bester Vorlagengeber der Serie-A1-Hauptrunde - 2011 Topscorer der Serie-A1-Hauptrunde - 2011 Bester Vorlagengeber der Serie-A1-Hauptrunde - 2011 Italienischer Vizemeister mit dem HC Pustertal - 2011 Coppa-Italia-Gewinn mit dem HC Pustertal - 2013 Italienischer Vizemeister mit dem HC Valpellice |

### International
- 2013 Aufstieg in die Top-Division bei der Weltmeisterschaft der Division IA

## Karrierestatistik

### International
Vertrat Italien bei:
- Weltmeisterschaft 2012
- Qualifikationsturnier für die Olympischen Winterspiele 2014
- Weltmeisterschaft der Division IA 2013

(Legende zur Spielerstatistik: Sp oder GP = absolvierte Spiele; T oder G = erzielte Tore; V oder A = erzielte Assists; Pkt oder Pts = erzielte Scorerpunkte; SM oder PIM = erhaltene Strafminuten; +/− = Plus/Minus-Bilanz; PP = erzielte Überzahltore; SH = erzielte Unterzahltore; GW = erzielte Siegtore; 1 Play-downs/Relegation; Kursiv: Statistik nicht vollständig)